# Bernhard Horwitz
Bernhard Horwitz (Neustrelitz, 10 maggio 1807 – Londra, 29 agosto 1885) è stato uno scacchista e compositore di scacchi tedesco naturalizzato inglese dal 1845.
Studiò all'istituto d'arte di Berlino ed esercitò per qualche tempo la professione di pittore miniaturista. Dal 1837 al 1843 fece parte con Paul Bilguer, Ludwig Bledow, Carl Mayet, Tassillo von der Lasa, Wilhelm Hanstein e Carl Schorn, delle Pleiadi di Berlino.
Nel 1845 si trasferì in Inghilterra, prima a Manchester e poi dopo breve tempo a Londra, dove rimase fino alla morte.
A Londra disputò numerosi match: nel 1846 perse con Staunton (+7 –14 =3), con Kieseritzky (+4 –7 =1) e con Harrwitz (+4 –6); nel 1849 tentò la rivincita con Harrwitz ma perse ancora, sia pur di stretta misura (+6 –7 =2). Dopo il torneo di Londra 1851 vinse un match con Henry Bird (+5 –2 =2).
Nel primo torneo internazionale di Londra 1851 (vinto da Anderssen), superò Bird nel primo turno, ma nel secondo fu battuto da Staunton (+2 – 4 =1) e nel terzo da Szén per 4 - 0, terminando il torneo al 7º posto.
Da diverso tempo Horwitz si era interessato agli studi, e nel 1851 pubblicò con Josef Kling la raccolta Chess Studies, che divenne in breve tempo famosa. Nel 1862 vinse a Londra il primo torneo di composizione studi. Dopo la morte di Kling, nel 1884 pubblicò un'altra raccolta che comprendeva altri studi da lui composti, col titolo Chess Studies and Endgames, che ebbe una seconda edizione nel 1889.
Gli alfieri posti su diagonali adiacenti e diretti verso il re avversario sono detti "alfieri di Horwitz".